# 毛脉酸模
毛脉酸模（学名：Rumex gmelinii），为蓼科酸模属下的一个植物种。